# Racale
Racale – miejscowość i gmina we Włoszech, w regionie Apulia, w prowincji Lecce.
Według danych na rok 2004 gminę zamieszkiwały 10 302 osoby, 429,2 os./km².